# بانک آکیتا
بانک آکیتا (انگلیسی: Akita Bank) شرکت خدمات مالی و بانکداری ژاپنی است، که در سال ۱۸۷۹ تأسیس شد.